# Eugenio Zanetti
Eugenio Zanetti (Córdoba, 19 de octubre de 1946) es un director de arte, ilustrador, escenógrafo, pintor, diseñador, dramaturgo y director de cine argentino. Posee una larga trayectoria en el cine y el teatro de su país, al igual que una reconocida carrera en Estados Unidos.
Como pintor ha realizado exposiciones individuales en Argentina, México, USA y recientemente, en España. Ha recibido el Doctorado honoris causa del Esserp en España, como así también de la Universidad de Las Artes en Buenos Aires, de la Universidad de Palermo y el título de ciudadano ilustre de las ciudades de Buenos Aires, Córdoba y Los Ángeles. Otros numerosos reconocimientos incluyen los Premios Estrella de Mar, María Guerrero y Trinidad Guevara en múltiples ocasiones.
Radicado desde la década de 1980 en Hollywood, ha trabajado en films como Flatliners, Last Action Hero y Restauración, por el que recibió el Óscar a mejor diseño de producción/dirección de arte en 1995. En el 2000 volvió a estar nominado a este premio por su labor en el filme Más allá de los sueños, de Vincent Ward.

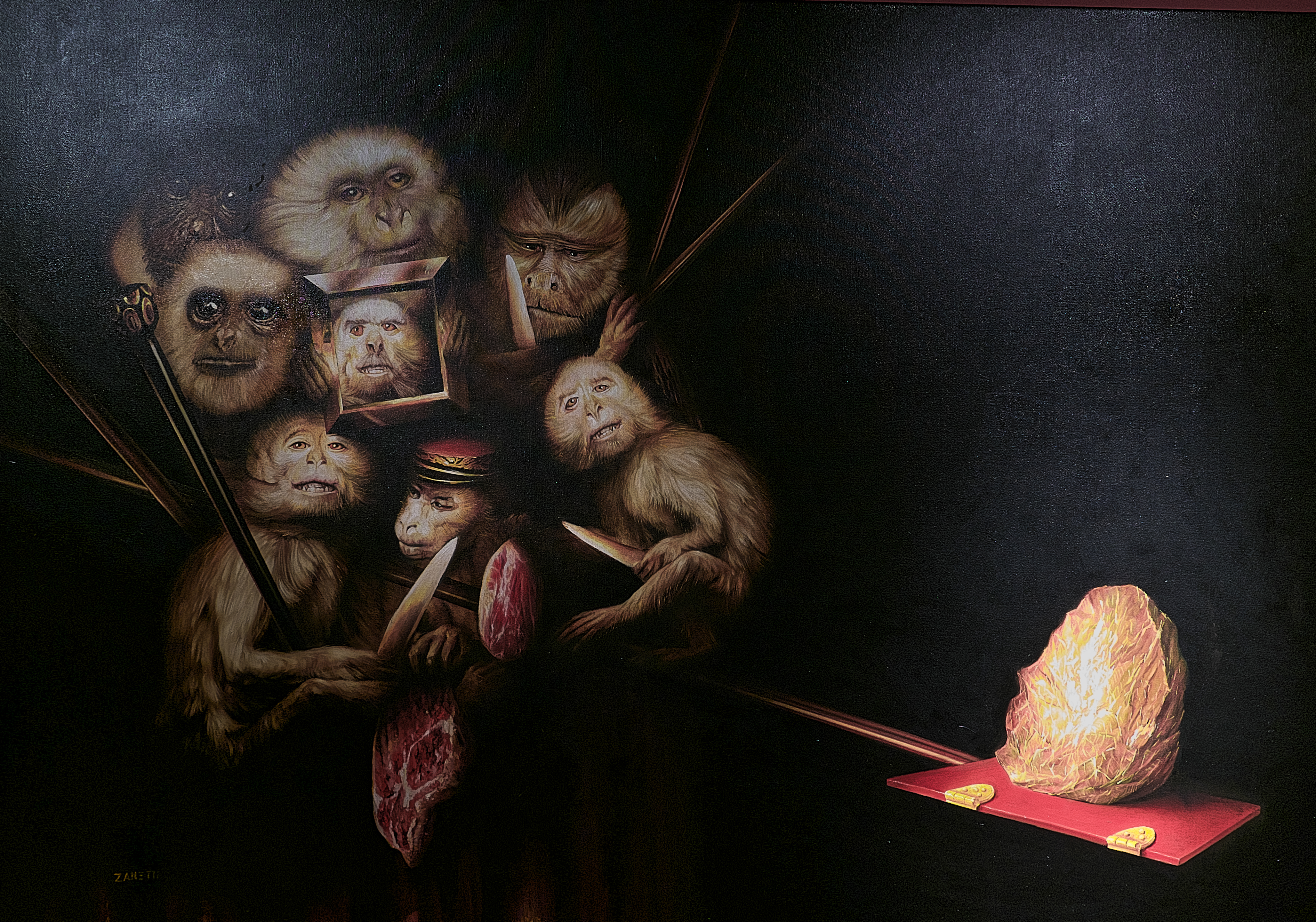
La piedra filosofal. Óleo sobre tela (2016)

## Biografía
Curso el primer año de arquitectura en la Universidad Nacional de Córdoba a mediados de los años 1960. Siendo muy joven participó en la filmación de Medea de Pier Paolo Pasolini. En los últimos años también intervino en las producciones históricas Zapata, el sueño del héroe de Alfonso Arau y Encontrarás dragones de Roland Joffé. También dirigió el cortometraje Quantum Project (2000).
En 2010 la Asociación de Cronistas Cinematográficos de la Argentina lo distinguió con un Premio Cóndor de Plata especial en el año del Bicentenario argentino por haber expandido el conocimiento del cine argentino y de los profesionales argentinos por el exterior. Este premio lo obtuvo junto con Juan José Campanella, Luis Puenzo, Gustavo Santaolalla y Luis Bacalov.
En algún momento se anunció su vuelta a la Argentina para filmar en la provincia de San Luis un filme que iba a llamarse Árbol de fuego. Sin embargo, este nunca se concretó.
En una entrevista con el crítico Pablo De Vita para el diario La Nación, habló sobre su oficio: "Nosotros tenemos prurito en definirnos como artistas, esperamos que los demás lo hagan por uno, pero eso es lo que hacemos: trabajo artístico. El siglo XX fue un empujón hacia lo que la gente llama "la realidad" cuando sólo accedemos a su parte exterior. Lo subyacente es reflejado por los artistas, y eso es lo más importante de la labor que hacemos".
Zanetti estuvo de vuelta en 2012 por su ciudad natal, Córdoba, invitado para disertar en la conferencia mundial TED X Talks, incentivando a todos los emprendedores presentes.

## Características de sus obras
Como pintor, Zanetti se caracteriza grandes óleos con imágenes figurativas que emergen de la oscuridad primordial, brillando como joyas. Dueño de un notable oficio, no basa en esto su trabajo, sino como una expresión más del misterio metafísico. Imágenes fuera del tiempo y el espacio, desafían cualquier 'tendencia' al no pertenecer a ninguna.
Como Regisseur, director de Teatro y Ópera se caracteriza por un trabajo minucioso y exquisito de escenógrafo dotado de gran inventiva y fantasía y su estilo de cine tiene un sesgo neobarroco especialmente en las imágenes que, en su dirección, llegan a tener mucha gravitación, su estilo a veces parece tener una suerte de 'horror vacuis' sin que aquí esta expresión sea una crítica negativa.

## Filmografía

### Director
- 2014 Amapola

### Guionista
- 2014 Amapola

### Dirección de arte/Diseño de producción
- 2014 Amapola
- 2011 Secretos de pasión
- 2004 Zapata, el sueño del héroe
- 1999 La maldición
- 1998 Más allá de los sueños
- 1997 Warriors of Virtue
- 1995 Restauración
- 1995 Tall Tale
- 1993 El último gran héroe
- 1991 Sopa de jabón
- 1990 Línea mortal
- 1988 Amo a mi novia
- 1987 Promised Land
- 1987 Slam Dance
- 1982 Los pasajeros del jardín
- 1979 El poder de las tinieblas

## Premios y distinciones
Premios Óscar
| Año  | Categoría                 | Película               | Resultado |
| ---- | ------------------------- | ---------------------- | --------- |
| 1999 | Mejor dirección artística | Más allá de los sueños | Nominado  |